# Majoe

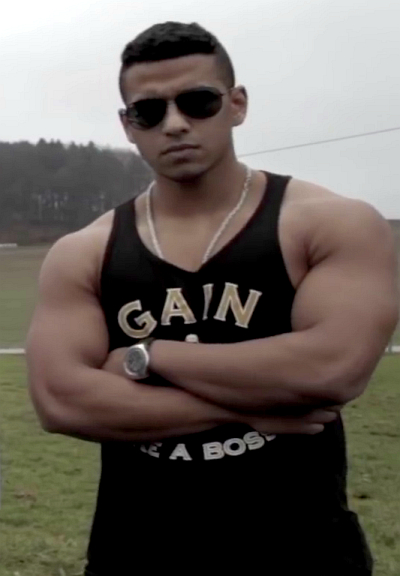
Majoe (2014)

Majoe (* 21. April 1989 in Duisburg; bürgerlich Mayjuran Ragunathan, tamil: மயூரன் ரகுநாதன்) ist ein deutscher Rapper tamilisch-sri-lankischen Ursprungs aus Duisburg. Er wurde als Teil des Rapduos Majoe & Jasko bekannt.

## Werdegang
Majoe wuchs als Sohn tamilischer Einwanderer in Duisburg auf. Seine Familie war vor dem Bürgerkrieg in Sri Lanka nach Deutschland geflohen. Zusammen mit Jasko begann er zu rappen und nach mehreren Videos sowie einem Feature bei Halt die Fresse wurden die beiden von Farid Bangs Label Banger Musik unter Vertrag genommen. Gemeinsam veröffentlichten sie zwei Alben, die auch in den deutschen Charts einstiegen.
Majoe veröffentlichte später mit Kollegah die Videos Wat ist denn los mit dir?, Von Salat schrumpft der Bizeps und Das hat mit HipHop nichts zu tun. Er war außerdem als Feature bei Veröffentlichungen von KC Rebell, Farid Bang und Summer Cem vertreten.
Im Vorfeld zu seinem ersten Soloalbum erschienen die Singles Nur der Tod kann mich stoppen, Ghettosuperstar und BADT, letztere zusammen mit Kollegah und Farid Bang. Alle drei Singles stiegen in die deutschen Charts ein. Am 5. September 2014 erschien Majoes Soloalbum Breiter als der Türsteher auf Banger Musik. Das Album erreichte in Deutschland und der Schweiz die Spitze der Charts. In Österreich kam es auf Platz 3.
Am 16. Oktober 2015 erschien Majoes zweites Album Breiter als 2 Türsteher. Auch damit kam er wieder auf Platz eins in Deutschland und unter die Top 3 in den anderen deutschsprachigen Ländern, diesmal kam er aber nicht in die Singlecharts.
Sein drittes Album trägt den Titel Auge des Tigers. Seit Dezember 2016 ist er Testimonial der Fitnesskette McFit.
Am 15. September 2017 erschien das gemeinsame Album Blanco von Majoe und Kurdo über das Label Banger Musik.
Am 12. Oktober 2018 erschien sein viertes Soloalbum Frontal über das Label Banger Musik. Im Januar 2019 wurde er Vater eines Sohnes.
Für Mai 2022 wurde sein fünftes Soloalbum Breiter als 3 Türsteher angekündigt, das wieder über das Label Banger Musik erscheinen wird.

## Diskografie

### Studioalben
| Jahr | Titel                     | Höchstplatzierung, Gesamtwochen, AuszeichnungChartplatzierungen (Jahr, Titel, Platzierungen, Wochen, Auszeichnungen, Anmerkungen) | Höchstplatzierung, Gesamtwochen, AuszeichnungChartplatzierungen (Jahr, Titel, Platzierungen, Wochen, Auszeichnungen, Anmerkungen) | Höchstplatzierung, Gesamtwochen, AuszeichnungChartplatzierungen (Jahr, Titel, Platzierungen, Wochen, Auszeichnungen, Anmerkungen) | Anmerkungen                             |
| Jahr | Titel                     | DE | AT | CH | Anmerkungen                             |
| ---- | ------------------------- | --- | --- | --- | --------------------------------------- |
| 2014 | Breiter als der Türsteher | DE1 (6 Wo.)DE | AT3 (4 Wo.)AT | CH1 (5 Wo.)CH | Erstveröffentlichung: 5. September 2014 |
| 2015 | Breiter als 2 Türsteher   | DE1 (3 Wo.)DE | AT2 (3 Wo.)AT | CH3 (3 Wo.)CH | Erstveröffentlichung: 16. Oktober 2015  |
| 2017 | Auge des Tigers           | DE1 (6 Wo.)DE | AT3 (3 Wo.)AT | CH2 (3 Wo.)CH | Erstveröffentlichung: 10. Februar 2017  |
| 2018 | Frontal                   | DE15 (1 Wo.)DE | AT34 (1 Wo.)AT | CH25 (1 Wo.)CH | Erstveröffentlichung: 12. Oktober 2018  |
| 2022 | Breiter als 3 Türsteher   | DE16 (1 Wo.)DE | AT39 (1 Wo.)AT | CH27 (1 Wo.)CH | Erstveröffentlichung: 13. Mai 2022      |

### Kollaboalben
| Jahr | Titel Musiklabel      | Höchstplatzierung, Gesamtwochen, AuszeichnungChartplatzierungen (Jahr, Titel, Musiklabel, Platzierungen, Wochen, Auszeichnungen, Anmerkungen) | Höchstplatzierung, Gesamtwochen, AuszeichnungChartplatzierungen (Jahr, Titel, Musiklabel, Platzierungen, Wochen, Auszeichnungen, Anmerkungen) | Höchstplatzierung, Gesamtwochen, AuszeichnungChartplatzierungen (Jahr, Titel, Musiklabel, Platzierungen, Wochen, Auszeichnungen, Anmerkungen) | Anmerkungen                                        |
| Jahr | Titel Musiklabel      | DE | AT | CH | Anmerkungen                                        |
| ---- | --------------------- | --- | --- | --- | -------------------------------------------------- |
| 2013 | Majoe vs Jasko        | DE33 (1 Wo.)DE | AT68 (1 Wo.)AT | CH47 (1 Wo.)CH | Erstveröffentlichung: 08. November 2013 Mit Jasko  |
| 2017 | Blanco                | DE6 (3 Wo.)DE | AT7 (2 Wo.)AT | CH7 (2 Wo.)CH | Erstveröffentlichung: 15. September 2017 mit Kurdo |
| 2021 | Lockdown Banger Musik | DE44 (1 Wo.)DE | — | — | Erstveröffentlichung: 2. April 2021 mit Silva      |

### EPs
- 2012: Übernahme EP (mit Jasko)
- 2017: Gipfeltreffen EP
- 2017: Stresserblick EP (mit Kurdo)
- 2018: Frontal Bonus EP
- 2018: Majoe Army EP
- 2018: Übernahme 2 EP (mit Jasko)
- 2021: Lockdown Bonus EP

### Singles
| Jahr | Titel Album                                             | Höchstplatzierung, Gesamtwochen, AuszeichnungChartplatzierungen (Jahr, Titel, Album, Platzierungen, Wochen, Auszeichnungen, Anmerkungen) | Höchstplatzierung, Gesamtwochen, AuszeichnungChartplatzierungen (Jahr, Titel, Album, Platzierungen, Wochen, Auszeichnungen, Anmerkungen) | Höchstplatzierung, Gesamtwochen, AuszeichnungChartplatzierungen (Jahr, Titel, Album, Platzierungen, Wochen, Auszeichnungen, Anmerkungen) | Anmerkungen                                                                                              |
| Jahr | Titel Album                                             | DE | AT | CH | Anmerkungen                                                                                              |
| --- | ------------------------------------------------------- | --- | --- | --- | --- |
| 2014 | Wat is’ denn los mit dir –                              | DE39 (13 Wo.)DE | — | — | Erstveröffentlichung: 25. April 2014 mit Kollegah (Download-Single)                                      |
| 2014 | Nur der Tod kann mich stoppen Breiter als der Türsteher | DE78 (1 Wo.)DE | — | — | Erstveröffentlichung: 4. Juli 2014                                                                       |
| 2014 | Ghettosuperstar Breiter als der Türsteher               | DE86 (1 Wo.)DE | — | — | Erstveröffentlichung: 18. Juli 2014                                                                      |
| 2014 | BADT Breiter als der Türsteher                          | DE55 (2 Wo.)DE | AT70 (1 Wo.)AT | — | Erstveröffentlichung: 22. August 2014 feat. Farid Bang & Kollegah                                        |
| 2014 | Stählerne Faust Breiter als der Türsteher               | — | — | — | Erstveröffentlichung: 30. August 2014                                                                    |
| 2014 | Musterschwiedersohn Breiter als der Türsteher           | — | — | — | Erstveröffentlichung: 5. September 2014                                                                  |
| 2015 | Utopischer Körperbau Breiter als 2 Türsteher            | — | — | — | Erstveröffentlichung: 6. August 2015                                                                     |
| 2015 | Mr. Majoe Breiter als 2 Türsteher                       | — | — | — | Erstveröffentlichung: 20. August 2015                                                                    |
| 2015 | Fallschirm Breiter als 2 Türsteher                      | — | — | — | Erstveröffentlichung: 7. September 2015 feat. Philippe Heithier                                          |
| 2015 | Ich wurde zurückgehalten damals Breiter als 2 Türsteher | — | — | — | Erstveröffentlichung: 18. September 2015                                                                 |
| 2015 | Hip Hop Breiter als 2 Türsteher                         | — | — | — | Erstveröffentlichung: 30. September 2015 feat. Farid Bang & KC Rebell                                    |
| 2015 | Dreams Breiter als 2 Türsteher                          | — | — | — | Erstveröffentlichung: 12. Oktober 2015                                                                   |
| 2015 | Jedes deiner Worte Breiter als 2 Türsteher              | — | — | — | Erstveröffentlichung: 16. Oktober 2015 feat. Philippe Heithier                                           |
| 2016 | EWDRG Auge des Tigers                                   | — | — | — | Erstveröffentlichung: 8. Dezember 2016 feat. 18 Karat, Farid Bang, Jasko, KC Rebell, Play69 & Summer Cem |
| 2016 | Stresserblick 2 Auge des Tigers                         | — | — | — | Erstveröffentlichung: 23. Dezember 2016 feat. Kurdo                                                      |
| 2017 | Sidechick Auge des Tigers                               | DE97 (1 Wo.)DE | — | — | Erstveröffentlichung: 13. Januar 2017                                                                    |
| 2017 | Aus Hatern werden Fans Auge des Tigers                  | — | — | — | Erstveröffentlichung: 27. Januar 2017                                                                    |
| 2017 | Silberner Ferrari RMX –                                 | — | — | — | Erstveröffentlichung: 12. April 2017 feat. Farid Bang & Kurdo                                            |
| 2017 | Muhammad Ali Blanco                                     | — | — | — | Erstveröffentlichung: 21. Juli 2017                                                                      |
| 2017 | Nachtaktiv Blanco                                       | — | — | — | Erstveröffentlichung: 4. August 2017 mit Kurdo                                                           |
| 2017 | Desert Eagle Blanco                                     | DE68 (3 Wo.)DE | — | CH99 (1 Wo.)CH | Erstveröffentlichung: 1. September 2017 mit Kurdo                                                        |
| 2018 | Wie die 300 Frontal                                     | — | — | — | 9. April 2018                                                                                            |
| 2018 | Booty Frontal                                           | — | — | — | Erstveröffentlichung: 6. Juli 2018 feat. Dopebwoy                                                        |
| 2018 | Diamant Frontal                                         | — | — | — | Erstveröffentlichung: 3. August 2018                                                                     |
| 2018 | Frontal                                                 | — | — | — | Erstveröffentlichung: 17. August 2018                                                                    |
| 2018 | Flug Frontal                                            | — | — | — | Erstveröffentlichung: 14. September 2018                                                                 |
| 2018 | Ewigkeit Frontal                                        | DE75 (1 Wo.)DE | — | — | Erstveröffentlichung: 28. September 2018                                                                 |
| 2019 | Barrio Frontal +                                        | — | — | — | Erstveröffentlichung: 29. März 2019                                                                      |
| 2019 | Für immer –                                             | — | — | — | Erstveröffentlichung: 26. April 2019                                                                     |
| 2019 | Chellam –                                               | DE85 (1 Wo.)DE | — | CH80 (1 Wo.)CH | Erstveröffentlichung: 14. Juni 2019                                                                      |
| 2019 | Wat is’ denn los mit dir 2 –                            | DE95 (1 Wo.)DE | — | — | Erstveröffentlichung: 26. Juli 2019 mit Kollegah                                                         |
| 2019 | Kein Fake –                                             | — | — | — | Erstveröffentlichung: 23. August 2019                                                                    |
| 2019 | TBT –                                                   | — | — | — | Erstveröffentlichung: 11. Oktober 2019                                                                   |
| 2019 | Akame –                                                 | — | — | — | Erstveröffentlichung: 22. November 2019                                                                  |
| 2020 | Vertrau mir! –                                          | — | — | — | Erstveröffentlichung: 14. Februar 2020 feat. Vithya                                                      |
| 2020 | 100% –                                                  | — | — | — | Erstveröffentlichung: 27. März 2020 feat. Silva                                                          |
| 2020 | Purge –                                                 | — | — | — | Erstveröffentlichung: 10. April 2020 mit Silva                                                           |
| 2020 | Entweder oder –                                         | — | — | — | Erstveröffentlichung: 24. April 2020 mit Silva                                                           |
| 2020 | tiki taka Lockdown                                      | DE— aDE | — | — | Erstveröffentlichung: 2. Oktober 2020 mit Silva feat. Farid Bang                                         |
| 2020 | Sternenhimmeldach Lockdown                              | DE— bDE | — | — | Erstveröffentlichung: 23. Oktober 2020 mit Silva                                                         |
| 2020 | Middle of the Day Lockdown                              | DE— cDE | — | — | Erstveröffentlichung: 13. November 2020 mit Silva                                                        |
| 2020 | Komm mit mir Lockdown                                   | — | — | — | Erstveröffentlichung: 4. Dezember 2020 mit Silva feat. Lil Lano                                          |
| 2020 | Tod –                                                   | — | — | — | Erstveröffentlichung: 20. Dezember 2020 mit Silva                                                        |
| 2021 | Saltbae Lockdown                                        | — | — | — | Erstveröffentlichung: 29. Januar 2021 mit Silva                                                          |
| 2021 | Hochhaus Lockdown                                       | — | — | — | Erstveröffentlichung: 12. Februar 2021 mit Silva                                                         |
| 2021 | Tränen –                                                | — | — | — | Erstveröffentlichung: 30. April 2021                                                                     |
| 2021 | Bizeps Emoji –                                          | — | — | — | Erstveröffentlichung: 25. Juni 2021                                                                      |
| 2022 | Ultrainstinkt Breiter als 3 Türsteher                   | — | — | — | Erstveröffentlichung: 18. Februar 2022                                                                   |
| 2022 | BA3T Breiter als 3 Türsteher                            | DE64 (1 Wo.)DE | — | — | Erstveröffentlichung: 4. März 2022 mit Kollegah & Farid Bang                                             |
| 2022 | Mr. Majoe 2 Breiter als 3 Türsteher                     | DE— dDE | — | — | Erstveröffentlichung: 8. April 2022                                                                      |
| 2022 | Steroide Breiter als 3 Türsteher                        | — | — | — | Erstveröffentlichung: 29. April 2022                                                                     |
| 2022 | Sorry –                                                 | — | — | — | Erstveröffentlichung: 3. Juni 2022                                                                       |
| Folgende Lieder erschienen nicht als Single, wurden aber durch das Album zum Download und Streaming bereitgestellt und konnten somit eine Platzierung erlangen: |                                                         | | | | |
| |                                                         | | | | |
| 2014 | Manchmal Breiter als der Türsteher                      | DE76 (1 Wo.)DE | — | — | Erstveröffentlichung: 5. September 2014 feat. KC Rebell & Summer Cem                                     |
| 2014 | Stresserblick Breiter als der Türsteher                 | DE92 (1 Wo.)DE | — | — | Erstveröffentlichung: 5. September 2014 feat. Kurdo                                                      |
| 2017 | Banger Imperium Auge des Tigers                         | DE82 (1 Wo.)DE | — | — | Erstveröffentlichung: 10. Februar 2017 feat. Farid Bang, KC Rebell, Jasko, Summer Cem, 18 Karat & Play69 |
| 2017 | Silberner Ferrari Auge des Tigers                       | DE83 (1 Wo.)DE | — | — | Erstveröffentlichung: 10. Februar 2017 feat. Farid Bang                                                  |
| 2017 | Narben Auge des Tigers                                  | DE96 (1 Wo.)DE | — | — | Erstveröffentlichung: 10. Februar 2017 feat. MoTrip                                                      |

Freetracks
- 2015: Zweimal auf Eins gegangen
- 2017: CoCo

### Gastbeiträge
- 2012: Ich will Beef (Remix) von Farid Bang (feat. L-Nino)
- 2014: Alimah auf Goldkehle von Ramsi Aliani (feat. Jasko)
- 2014: Maskuliner, Bitte Spitte Toi Lab (Banger Musik Remix) (feat. KC Rebell) und Killa (Remix) (feat. Kurdo, Hamad 45 & Musiye) auf Killa von Farid Bang
- 2014: Money Boy und Bounce 2 auf Rebellution von KC Rebell
- 2014: Egoist RMX von KC Rebell (feat. Kollegah)
- 2014: Ich & meine Morgenlatte auf HAK von Summer Cem
- 2015: Banger Imperium auf Asphalt Massaka 3 von Farid Bang (feat. Summer Cem, KC Rebell, Jasko & Al-Gear)
- 2015: 1 auf Fata Morgana von KC Rebell (feat. Farid Bang, Summer Cem & Jasko)
- 2015: Rauch rein auf Cemesis (Kapitel 1: Summer der Hammer EP) von Summer Cem (feat. Jasko)
- 2016: Kein Disstrack und Hure auf Wenn kommt dann kommt von Jasko
- 2016: Real Madrid auf Blut von Farid Bang
- 2016: Geldzählmaschine auf Abstand (Rebell Army EP) von KC Rebell (feat. Summer Cem)
- 2017: Lamborghini (German RMX) von Guè Pequeno (feat. Kurdo)
- 2018: Am Ende des Tages auf Am Ende des Tages von Lupid
- 2018: Feel my Face auf Endstufe (Kapitel 2: Summer der Killa EP) von Summer Cem
- 2019: Villi Villi auf Alélo von Fousy
- 2019: Marseille von GFM
- 2019: Margiela auf Press Play von AriBeatz (feat. Guè Pequeno & Anas)
- 2020: Das beste Label auf Genkidama von Farid Bang (feat. Summer Cem, Sipo, 18 Karat & Jasko)

### Mit Jasko
- siehe Majoe & Jasko